# Kirron Kher

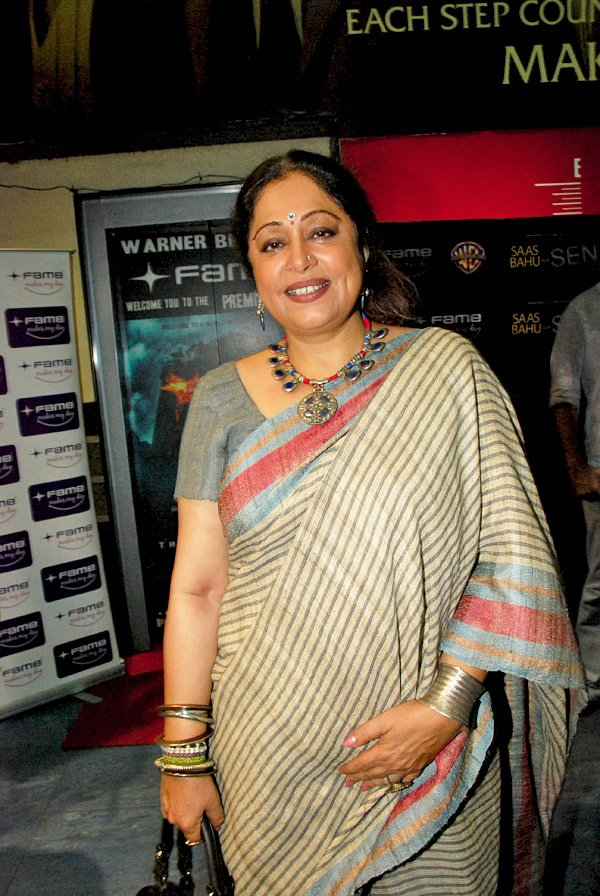
Kirron Kher

Kirron Kher (Panjabi ਕਿਰਨ ਖੇਰ, Hindi किरण खेर, Kiraṇ Kher, auch Kiron Kher, Kirron Kher Anupam; * 14. Juni 1955 in Punjab) ist eine indische Schauspielerin, Fernsehmoderatorin und Politikerin.

## Persönliches
Kher wurde am 14. Juni 1955 in eine Sikh-Familie aus dem Punjab geboren und wuchs in Chandigarh auf. Kher war in erster Ehe mit Gautam Berry verheiratet, einem Geschäftsmann und Schauspieler, mit dem sie einen Sohn Sikander Kher hat. 1985 ließ sie sich von Berry scheiden und heiratete Anupam Kher, ebenfalls einen Schauspieler. Kirron Kher schrieb ihren Familiennamen in lateinischer Schrift ursprünglich Kiron, änderte die Schreibweise aber aus numerologischen Gründen in Kirron.

## Schauspielkarriere
Kher moderierte drei TV-Sendungen, Purushkshetra, Kiron Kher Today und Jagte Raho with Kiron Kher, ehe sie schließlich zum Hindi-Film kam: Für ihre Rolle in Devdas mit Shahrukh Khan, Madhuri Dixit und Aishwarya Rai wurde sie, in der Kategorie Beste Nebendarstellerin, für den Filmfare Award nominiert. Obwohl sie fünfzehn Jahre pausierte (1981–1996), um ihren Sohn Sikander aufzuziehen, und in dieser Zeit nur einen einzigen Film drehte (Pestonjee, 1988), arbeitete sie als Anupam Khers Kostümdesignerin und wirkte am Film Dilwale Dulhania Le Jayenge mit. Beim Internationalen Filmfestival von Locarno 2003 wurde sie für Khamosh Pani – Silent Waters mit dem Bronzenen Leoparden ausgezeichnet. Im Oktober 2004 hatte sie eine Gastrolle in der US-amerikanischen Ärzteserie Emergency Room – Die Notaufnahme zusammen mit ihrem Ehemann Anupam Kher.

## Politik
Kher ist seit 2009 Mitglied der hindu-nationalistischen Partei Bharatiya Janata Party (BJP). Bei der Parlamentswahl in Indien 2014 trat sie als Kandidatin der BJP im Wahlkreis Chandigarh an. Sie besiegte den Kandidaten der Kongresspartei, den Bundesminister Pawan Kumar Banswal, und konnte in die Lok Sabha, das Unterhaus des indischen Parlaments, einziehen.

## Filmografie (Auswahl)
- 1987: Pestonjee
- 1996: Sardari Begum
- 1997: Darmiyan
- 1999: Bariwali
- 2002: Karz – The Burden of Truth
- 2002: Devdas – Flamme unserer Liebe (Devdas)
- 2003: Schweigende Wasser – Khamosh Pani (Khamosh Pani: Silent Waters)
- 2004: Veer und Zaara – Die Legende einer Liebe (Veer-Zaara)
- 2004: Ich & Du – Verrückt vor Liebe (Hum Tum)
- 2004: Ich bin immer für Dich da! (Main Hoon Na)
- 2005: The Rising – Aufstand der Helden (Mangal Pandey – The Rising)
- 2006: Rang De Basanti – Die Farbe Safran (Rang De Basanti)
- 2006: Fanaa
- 2006: Bis dass das Glück uns scheidet (Kabhi Alvida Naa Kehna)
- 2007: I See You
- 2007: Voll verheiratet
- 2007: Apne
- 2007: Om Shanti Om
- 2007: Mummyji
- 2008: Singh is Kinng
- 2008: Saas Bahu Aur Sensex
- 2008: Dostana
- 2009: Kambakkht Ishq – drum prüfe wer sich ewig bindet (Kambakkht Ishq)
- 2009: Kurbaan
- 2010: Right Yaaa Wrong
- 2010: Milenge Milenge – Wir werden uns finden (Milenge Milenge)
- 2010: Action Replayy